# Egito nos Jogos Olímpicos
O Egito participou pela primeira vez dos Jogos Olímpicos em 1912, e enviou atletas para competirem na maioria das edições dos Jogos Olímpicos de Verão desde então.  Junto com o Iraque e o Líbano, o Egito boicotou os Jogos de 1956 em protesto contra a invasão de Israel, Grã-Bretanha e França ao Egito na Guerra de Suez. Todavia, os eventos do Hipismo nos Jogos de 1956 foram realizados em Estocolmo, Suécia, cinco meses antes (por causa das regulações de quartentena da Austrália), e três cavaleiros egípcios competiram lá. O Egito desistiu de participar dos Jogos Olímpicos de Verão de 1976 após três dias de competição para se juntar ao boicote dos países africanos à participação da Nova Zelândia, que ainda tinha ligações esportivas com a África do Sul do apartheid. O Egito também participou do boicote americano das Olimpíadas de 1980. A única participação do Egito nos Jogos Olímpicos de Inverno foi em 1984,com um esquiador alpino.
Atletas egípcios ganharam um total de 24 medalhas,com o Halterofilismo como esporte que obteve mais premiações.
O Comitê Olímpico Nacional do Egito é o Comitê Olímpico Egípcio,e foi criado em 1910.

## Jogos Olímpicos de Verão

### Quadro de medalhas
| Jogos                 | Número de atletas | Ouro           | Prata          | Bronze         | Total          | Classificação geral |                |
| 1896 Atenas           | não participou    | não participou | não participou | não participou | não participou | não participou      | não participou |
| 1900 Paris            | não participou    | não participou | não participou | não participou | não participou | não participou      | não participou |
| 1904 St. Louis        | não participou    | não participou | não participou | não participou | não participou | não participou      | não participou |
| 1908 Londres          | não participou    | não participou | não participou | não participou | não participou | não participou      | não participou |
| 1912 Estocolmo        | 1                 | 0              | 0              | 0              | 0              | –                   |                |
| 1920 Antuérpia        | 18                | 0              | 0              | 0              | 0              | –                   |                |
| 1924 Paris            | 24                | 0              | 0              | 0              | 0              | –                   |                |
| 1928 Amsterdã         | 32                | 2              | 1              | 1              | 4              | 17º                 |                |
| 1932 Los Angeles      | não participou    | não participou | não participou | não participou | não participou | não participou      | não participou |
| 1936 Berlim           | 53                | 2              | 1              | 2              | 5              | 15º                 |                |
| 1948 Londres          | 85                | 2              | 2              | 1              | 5              | 16º                 |                |
| 1952 Helsinque        | 106               | 0              | 0              | 1              | 1              | 40º                 |                |
| 1956 Melbourne        | 3                 | 0              | 0              | 0              | 0              | –                   |                |
| 1960 Roma             | 74                | 0              | 1              | 1              | 2              | 30º                 |                |
| 1964 Tóquio           | 73                | 0              | 0              | 0              | 0              | –                   |                |
| 1968 Cidade do México | 30                | 0              | 0              | 0              | 0              | –                   |                |
| 1972 Munique          | 23                | 0              | 0              | 0              | 0              | –                   |                |
| 1976 Montreal         | 26                | 0              | 0              | 0              | 0              | –                   |                |
| 1980 Moscou           | não participou    | não participou | não participou | não participou | não participou | não participou      | não participou |
| 1984 Los Angeles      | 114               | 0              | 1              | 0              | 1              | 33º                 |                |
| 1988 Seul             | 49                | 0              | 0              | 0              | 0              | –                   |                |
| 1992 Barcelona        | 75                | 0              | 0              | 0              | 0              | –                   |                |
| 1996 Atlanta          | 29                | 0              | 0              | 0              | 0              | –                   |                |
| 2000 Sydney           | 89                | 0              | 0              | 0              | 0              | –                   |                |
| 2004 Atenas           | 97                | 1              | 1              | 3              | 5              | 46º                 |                |
| 2008 Pequim           | 101               | 0              | 0              | 1              | 1              | 80º                 |                |
| 2012 Londres          | 109               | 0              | 2              | 0              | 2              | 58º                 |                |
| 2016 Rio de Janeiro   | 119               | 0              | 0              | 3              | 3              | 75º                 |                |
| Total                 | 1330              | 7              | 9              | 13             | 29             |                     |                |

### Medalhas por esporte
| Esporte            | Ouro | Prata | Bronze | Total |
| Halterofilismo     | 5    | 2     | 4      | 11    |
| Lutas              | 2    | 3     | 2      | 7     |
| Boxe               | 0    | 1     | 3      | 4     |
| Saltos ornamentais | 0    | 1     | 1      | 2     |
| Judô               | 0    | 1     | 1      | 2     |
| Esgrima            | 0    | 1     | 0      | 1     |
| Taekwondo          | 0    | 0     | 2      | 2     |
| Total              | 7    | 9     | 13     | 29    |

### Lista de medalhas
| Medalha | Atleta                 | Jogos               | Esporte            | Categoria                                      |
| ------- | ---------------------- | ------------------- | ------------------ | ---------------------------------------------- |
| ouro    | El Sayed Nosseir       | 1928 Amsterdã       | Halterofilismo     | Masculino - peso pesado-ligeiro                |
| ouro    | Ibrahim Moustafa       | 1928 Amsterdã       | Lutas              | Masculino - greco-romana (peso pesado-ligeiro) |
| prata   | Farid Simaika          | 1928 Amsterdã       | Saltos ornamentais | Masculino - plataforma 10 m                    |
| bronze  | Farid Simaika          | 1928 Amsterdã       | Saltos ornamentais | Masculino - trampolim 3 m                      |
| ouro    | Anwar Mesbah           | 1936 Berlim         | Halterofilismo     | Masculino - peso leve                          |
| ouro    | Khadr Sayed El Touni   | 1936 Berlim         | Halterofilismo     | Masculino - peso médio                         |
| prata   | Saleh Soliman          | 1936 Berlim         | Halterofilismo     | Masculino - peso pena                          |
| bronze  | Ibrahim Shams          | 1936 Berlim         | Halterofilismo     | Masculino - peso pena                          |
| bronze  | Ibrahim Wasif          | 1936 Berlim         | Halterofilismo     | Masculino - peso meio-pesado                   |
| ouro    | Mahmoud Fayad          | 1948 Londres        | Halterofilismo     | Masculino - peso pena                          |
| ouro    | Ibrahim Wasif          | 1948 Londres        | Halterofilismo     | Masculino - peso leve                          |
| prata   | Attia Hamouda          | 1948 Londres        | Halterofilismo     | Masculino - peso leve                          |
| prata   | Mahmoud Hassan         | 1948 Londres        | Lutas              | Masculino - greco-romana (peso galo)           |
| bronze  | Ibrahim Orabi          | 1948 Londres        | Lutas              | Masculino - greco-romana (peso meio-pesado)    |
| bronze  | Abdel Al-Rashid        | 1952 Helsinque      | Lutas              | Masculino - greco-romana (peso pena)           |
| prata   | Osman El-Sayed         | 1960 Roma           | Lutas              | Masculino - greco-romana (peso mosca)          |
| bronze  | Abdel Moneim El-Guindi | 1960 Roma           | Boxe               | Masculino - peso mosca                         |
| prata   | Mohamed Ali Rashwan    | 1984 Los Angeles    | Judô               | Masculino - categoria aberta                   |
| ouro    | Karam Gaber            | 2004 Atenas         | Lutas              | Masculino - greco-romana (até 96 kg)           |
| prata   | Mohamed Aly            | 2004 Atenas         | Boxe               | Masculino - peso superpesado                   |
| bronze  | Ahmed Ismail El Shamy  | 2004 Atenas         | Boxe               | Masculino - peso pesado-ligeiro                |
| bronze  | Mohamed Elsayed        | 2004 Atenas         | Boxe               | Masculino - peso pesado                        |
| bronze  | Tamer Bayoumi          | 2004 Atenas         | Taekwondo          | Masculino - até 58 kg                          |
| bronze  | Hesham Mesbah          | 2008 Pequim         | Judô               | Masculino - até 90 kg                          |
| prata   | Alaaeldin Abouelkassem | 2012 Londres        | Esgrima            | Masculino - florete individual                 |
| prata   | Karam Gaber            | 2012 Londres        | Lutas              | Masculino - greco-romana (até 84 kg)           |
| bronze  | Sara Ahmed             | 2016 Rio de Janeiro | Halterofilismo     | Feminino - até 69 kg                           |
| bronze  | Mohamed Mahmoud        | 2016 Rio de Janeiro | Halterofilismo     | Masculino - até 77 kg                          |
| bronze  | Hedaya Malak           | 2016 Rio de Janeiro | Taekwondo          | Feminino - até 57 kg                           |

## Jogos Olímpicos de Inverno

### Quadro de medalhas
| Jogos                       | Número de atletas | Ouro           | Prata          | Bronze         | Total          | Classificação geral |                |
| 1924 Chamonix               | não participou    | não participou | não participou | não participou | não participou | não participou      | não participou |
| 1928 Saint-Moritz           | não participou    | não participou | não participou | não participou | não participou | não participou      | não participou |
| 1932 Lake Placid            | não participou    | não participou | não participou | não participou | não participou | não participou      | não participou |
| 1936 Garmisch-Partenkirchen | não participou    | não participou | não participou | não participou | não participou | não participou      | não participou |
| 1948 Saint-Moritz           | não participou    | não participou | não participou | não participou | não participou | não participou      | não participou |
| 1952 Oslo                   | não participou    | não participou | não participou | não participou | não participou | não participou      | não participou |
| 1956 Cortina d'Ampezzo      | não participou    | não participou | não participou | não participou | não participou | não participou      | não participou |
| 1960 Squaw Valley           | não participou    | não participou | não participou | não participou | não participou | não participou      | não participou |
| 1964 Innsbruck              | não participou    | não participou | não participou | não participou | não participou | não participou      | não participou |
| 1968 Grenoble               | não participou    | não participou | não participou | não participou | não participou | não participou      | não participou |
| 1972 Sapporo                | não participou    | não participou | não participou | não participou | não participou | não participou      | não participou |
| 1976 Innsbruck              | não participou    | não participou | não participou | não participou | não participou | não participou      | não participou |
| 1980 Lake Placid            | não participou    | não participou | não participou | não participou | não participou | não participou      | não participou |
| 1984 Sarajevo               | 1                 | 0              | 0              | 0              | 0              | –                   |                |
| 1988 Calgary                | não participou    | não participou | não participou | não participou | não participou | não participou      | não participou |
| 1992 Albertville            | não participou    | não participou | não participou | não participou | não participou | não participou      | não participou |
| 1994 Lillehammer            | não participou    | não participou | não participou | não participou | não participou | não participou      | não participou |
| 1998 Nagano                 | não participou    | não participou | não participou | não participou | não participou | não participou      | não participou |
| 2002 Salt Lake City         | não participou    | não participou | não participou | não participou | não participou | não participou      | não participou |
| 2006 Turim                  | não participou    | não participou | não participou | não participou | não participou | não participou      | não participou |
| 2010 Vancouver              | não participou    | não participou | não participou | não participou | não participou | não participou      | não participou |
| 2014 Sóchi                  | não participou    | não participou | não participou | não participou | não participou | não participou      | não participou |
| Total                       | 1                 | 0              | 0              | 0              | 0              |                     |                |